# Bacopa monnieri
Bacopa monnieri, llamada en español bacopa o hisopo de agua es una planta herbácea perenne rastrera cuyo hábitat incluye los humedales y las orillas fangosas. Brahmi es también el nombre dado a centella asiática por algunos botánicos, mientras que otros consideran que es un error que surgió durante el siglo XVI, cuando brahmi fue confundido con mandukaparni el nombre para la centella asiática.

## Nombre internacional
- நீர்ப்பிரமி (Niirpirami) en Tamil
- ผักมิ  Phak mi,  พรมมิ  Phrommi en tailandés

## Descripción

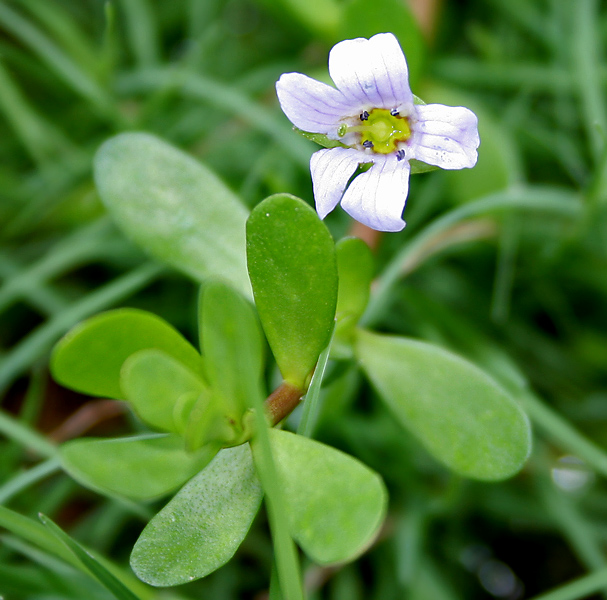
Bacopa monnieri en Hyderabad, India.

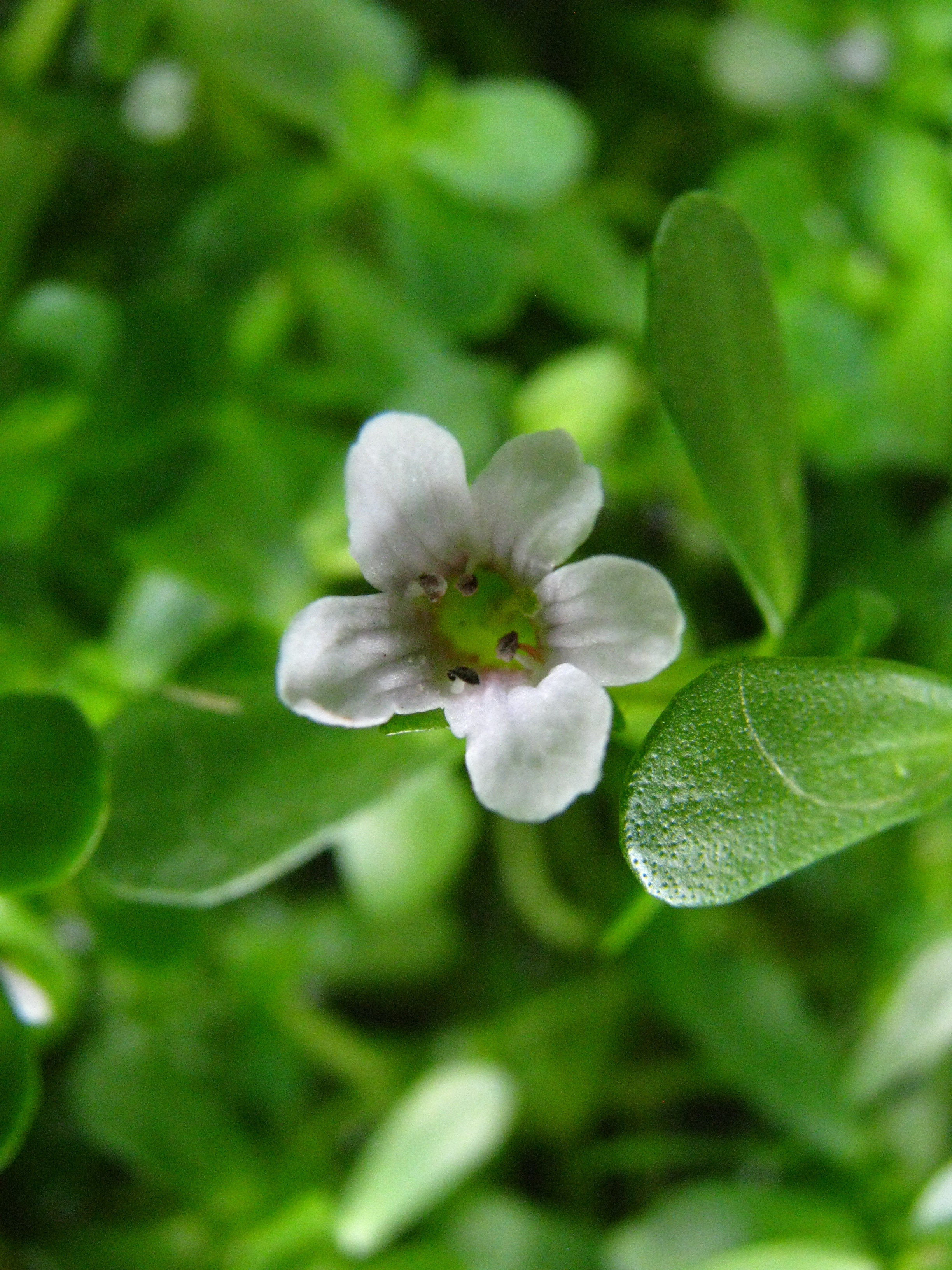
Detalle de la flor

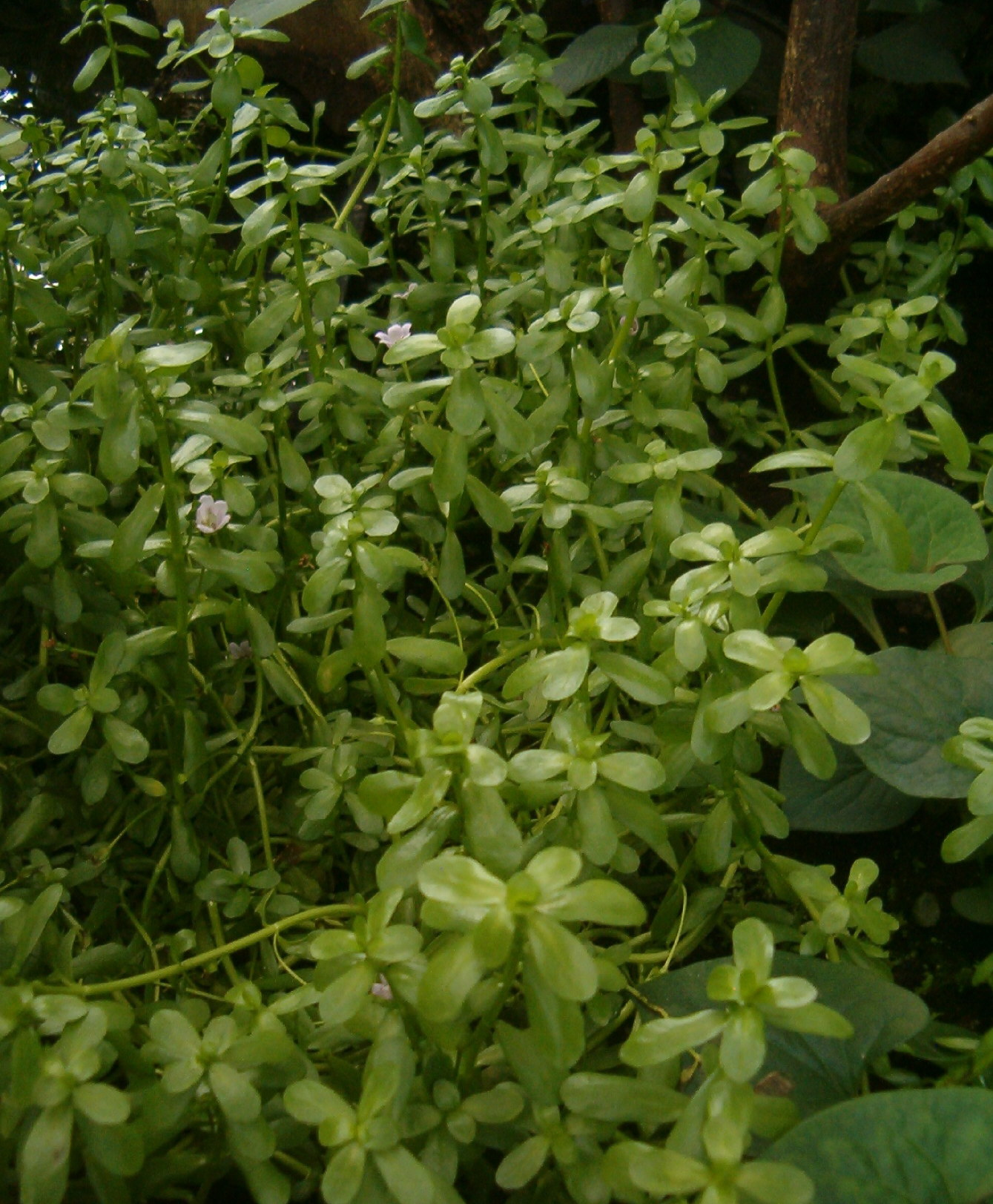
Vista de la planta

Las hojas de esta planta son suculentas y relativamente gruesas.  Las hojas son oblanceoladas y están dispuestas en sentido opuesto en el tallo.  
Su capacidad para crecer en el agua la convierte en una planta acuática de acuario popular. Incluso puede crecer en condiciones ligeramente salobres. La propagación se realiza generalmente a través de esquejes.

## Ecología
Comúnmente crece en zonas pantanosas en la India, Nepal, Sri Lanka, China, Taiwán y Vietnam, y también se encuentra en la Florida y otros estados del sur de los EE. UU., donde se puede cultivar en condiciones de humedad en lagunas o jardines pantanosos.

## Fitoquímica
Se ha reportado el aislamiento de los siguientes fitoquímicos:
Alcaloides: hidrocotilina, brahmina, herpestina y nicotina.
Saponinas, triterpenos y esteroides Por ejemplo el asiatiósido (10-45 mg/kg), tanakunícido, pseudojujubogeninas,  bacopasaponinas, bacósidos A-B. tritepenos tales como el ácido ascórbico, ácico tanakúnico, ácido asiático, brahamósido, monierina, brahminósido, ácido brahmico, ácido isobráhmico, ácido betulínico y ácido betúlico; también se encontraron fitosteroles como el  estigmasterol.
Flavonoides: apigenina, luteonina, oroxindina, wogonina
Aminoácidos: alanina, ácido aspártico, ácido glutámico y serina
n-Alcanos: heptacosano, octacosano, nonacosano, triacontano, hentriacontano, dotriacontano,
Pironas:' 3-formil-4-hidroxi-2H-pirano (C6H6O3), y su 7-glucósido.

## Usos

### Medicina
Es un tratamiento tradicionalcontra para el asma  y la epilepsia en la fitoterapia ayurveda. Sin embargo,  pueden ser tóxica y hasta mortal en dosis muy altas,  por lo que sólo debe utilizarse a bajas dosis  como  complemento a la medicación antiepiléptica regular. Estudios en humanos muestran que el extracto de la planta tiene efectos contra la ansiedad
Los ensayos en ratas indican que los extractos de la planta mejoran la capacidad de la memoria y la capacidad de aprendizaje. Estudios recientes sugieren que puede mejorar la actividad intelectual. Este mecanismo de acción puede explicar el efecto del extracto de Bacopa monnieri en la reducción de los depósitos de beta-amiloide en ratones con enfermedad de Alzheimer.

## Taxonomía
Bacopa monnieri  fue descrita por Carlos Linneo, y luego por Wettst. y publicado en Die Natürlichen Pflanzenfamilien 4(3b): 77. 1891.
Etimología
Bacopa: nombre genérico de un nombre indio aborigen en la Guayana Francesa, citado por  Jean Baptiste Christophore Fusée Aublet en su Histoire des Plantes de la Guiane Françoise en 1775.
monnieri: epíteto otorgado en honor del botánico francés Louis Guillaume Le Monnier (1717-1799).
Sinonimia
- Anisocalyx limnanthiflorus (L.) Hance
- Bacopa micromonnieria (Griseb.) B.L.Rob.
- Bacopa micromonnieria (Griseb.) Borhidi
- Bacopa monnieria Hayata & Matsum.
- Bramia indica Lam.
- Bramia micromonnieria (Griseb.) Pennell
- Bramia monnieri (L.) Drake
- Bramia monnieri (L.) Pennell
- Calytriplex obovata Ruiz & Pav.
- Capraria monnieria Roxb.
- Gratiola monnieri (L.) L.
- Gratiola portulacacea Weinm.
- Gratiola tetrandra Stokes
- Habershamia cuneifolia (Michx.) Raf.
- Herpestis cuneifolia Michx.
- Herpestis micromonnieria Griseb.
- Herpestis monnieri (L.) Rothm.
- Herpestis monnieri (L.) Kunth
- Herpestis procumbens Spreng.
- Limosella calycina Forsk.
- Lysimachia monnieri L.
- Moniera africana Pers.
- Moniera brownei Pers.
- Moniera pedunculosa Pers.
- Monniera cuneifolia Michx.
- Monnieria africana Pers.
- Monnieria brownei Pers.
- Monnieria pedunculosa Pers.
- Ruellia articulata Houtt.
- Septas repens Lour.[13]